# Leonardo San Martín
Leonardo San Martìn es un cantante, guitarrista y productor uruguayo, integrante y fundador de la banda de hard rock y heavy metal, Perfectos Desconocidos.Ganador de los Premios Graffiti a la música Uruguaya edición XX como mejor álbum de hard rock y heavy metal. Miembro votante de los Premios Grammy Latinos.

## Historia
Leonardo San Martìn, nació el 22 de mayo de 1996 en Montevideo. A los 14 años comienzan sus primeros contactos con la música y rápidamente crece el interés por varios instrumentos, iniciando estudios de piano, guitarra y bajo, algún tiempo después también batería y canto. Durante ese período toca en algunas bandas de Rock, Pop y Fusión de la capital rioplatense, principalmente en teclados y guitarra. En el 2015, finaliza sus primeros estudios de producción musical en la Zapada, con el productor uruguayo Álvaro Reyes. A su vez en 2016 continua sus estudios con Max Capote productor y músico uruguayo. Al mismo tiempo que comienza clases de solfeo, teoría musical y violín.
En 2018 forma Perfectos Desconocidos banda en la que continúa hasta la actualidad, con influencias de rock y metal de los años 70s y 80s.
A finales de 2020 presenta su primer EP Escila con tres tracks, Kamikaze, Apartamento 5 y Las puertas.
En 2021, lanza su primer álbum, Quimera de forma independiente, grabado en El Ombú Records Estudio de Montevideo y coproducido por Gabriel Grunullu y Gustavo Grunullu.
A comienzos de 2022 Quimera es nominado a los Premios Graffiti a la música uruguaya y en septiembre en la ceremonia de premiación que tuvo sede en el Teatro Español de Durazno (Uruguay) obtiene el premio a mejor álbum de hard rock y metal.
Entre 2022 y 2023 produce junto a Perfectos Desconocidos su disco Leviatan álbum con arreglos orquestales y variedad de artistas e instrumentos tanto clásicos como de fusión: violonchelo, viola, trompeta, flauta barroca, percusión, percusión africana, coros líricos, Gaita, sumado a la formación tradicional de la banda, guitarra eléctrica, bajo y batería. En este, su disco más extenso se puede ver la conjunción de géneros como heavy metal, hard rock, y la música clásica de cámara, de interés y estudiada varios años atrás por el artista. 

## Discografía

### "Quimera"[5][6]
- Primer trabajo discográfico álbum que contiene 8 tracks, de género hard rock, lanzado en 2021. 
- Las Puertas
- Apartamento 5
- Kamikaze
- Billete
- Siniestro Juego
- Carretera hacia ningún lugar
- Quimera
- Ella es

### "Mantícora Vol I"
- Segundo trabajo discográfico, álbum que contiene 8 tracks de género hard rock y heavy metal,lanzado en 2022.
Este disco tiene la particularidad de contener versiones de canciones anteriores junto a artistas invitados y grandes exponentes de la música y el rock en Uruguay. Participan Frankie Lampariello bajista de la mítica banda Hereford (banda), Max Capote artista,músico y productor, Gonzo Roll Frontman de la banda de Punk-Rock Silverados, Leroy Machado voz y guitarra de "Los peligros de la mala conducta" ex guitarrista de Silverados y Motosierra (banda), Emanuel Piotto cantante y guitarrista de Trovador Eléctrico, Giuliano Alessandro voz de Inefable banda de rock y grunge.
- Carretera hacia ningún lugar Ft. Gonzo Roll
- Tibias Dagas
- Siniestro Juego Ft. Giuliano Alessandro
- Caso Perdido Ft. Leroy Machado
- Billete Ft. Emanuel Piotto
- Inevitable
- Quimera Ft. Max Capote
- Kamikaze Ft. Frankie Lampariello

### "Cuervo"
- Tercer trabajo discográfico, álbum que contiene 8 tracks, de género hard rock y heavy metal, lanzado en 2023.
- Caso Perdido
- Instinto Animal
- Tibias Dagas
- Carroña
- Inevitable
- La reina de los 5 sentidos
- Amanece el fin
- Cuervo

## Premios y nominaciones
- Nominado en el año 2022 a los Premios Graffiti en la categoría "Mejor álbum de Hard Rock y Metal por su álbum "Quimera".[8]
- Ganador en el año 2022 de los Premios Graffiti en la categoría "Mejor álbum de Hard Rock y Metal.[9]